# NGC 980
NGC 980 (другие обозначения — UGC 2063, MCG 7-6-38, ZWG 539.54, PGC 9831) — линзообразная галактика (S0) в созвездии Андромеда.
Этот объект входит в число перечисленных в оригинальной редакции «Нового общего каталога».
В ноябре 2013 года в паломарской обсерватории зафиксирована в галактике вспышка сверхновой звезды iPTF13ebh типа Ia, её пиковая видимая звёздная величина составила 15,1.
Вероятно, что галактика образует гравитационно-связанную пару с NGC 982. Оно входит в крупное скопление LDC 224.